# جيسي درابر
جيسي درابر (بالإنجليزية: Jesse Draper)‏ هي ممثلة أمريكية، ولدت في 5 يناير 1986 في الولايات المتحدة.

## وصلات خارجية
- جيسي درابر على موقع IMDb (الإنجليزية)
- جيسي درابر على موقع أول موفي (الإنجليزية)
- جيسي درابر على موقع قاعدة بيانات الفيلم (الإنجليزية)
- جيسي درابر على موقع كينوبويسك (الروسية)